# Marina Pinnacle
El Marina Pinnacle es un rascacielos de 73 plantas que se localiza en la zona de Dubai Marina de Dubái, Emiratos Árabes Unidos. El rascacielos tiene una altura arquitectónica total de 280 m. La construcción de este rascacielos comenzó en 2005 y finalizó en 2011. Actualmente es el 31.er rascacielos más alto de Dubái.

## Galería

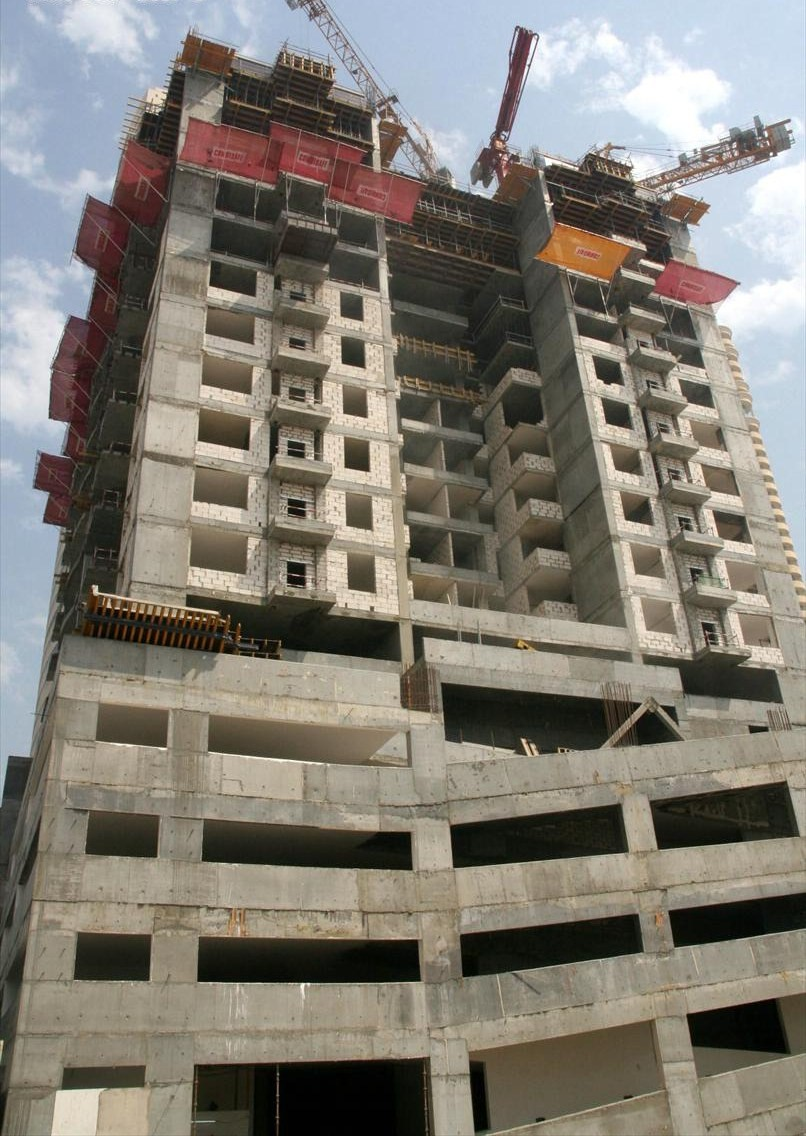
junio de 2007
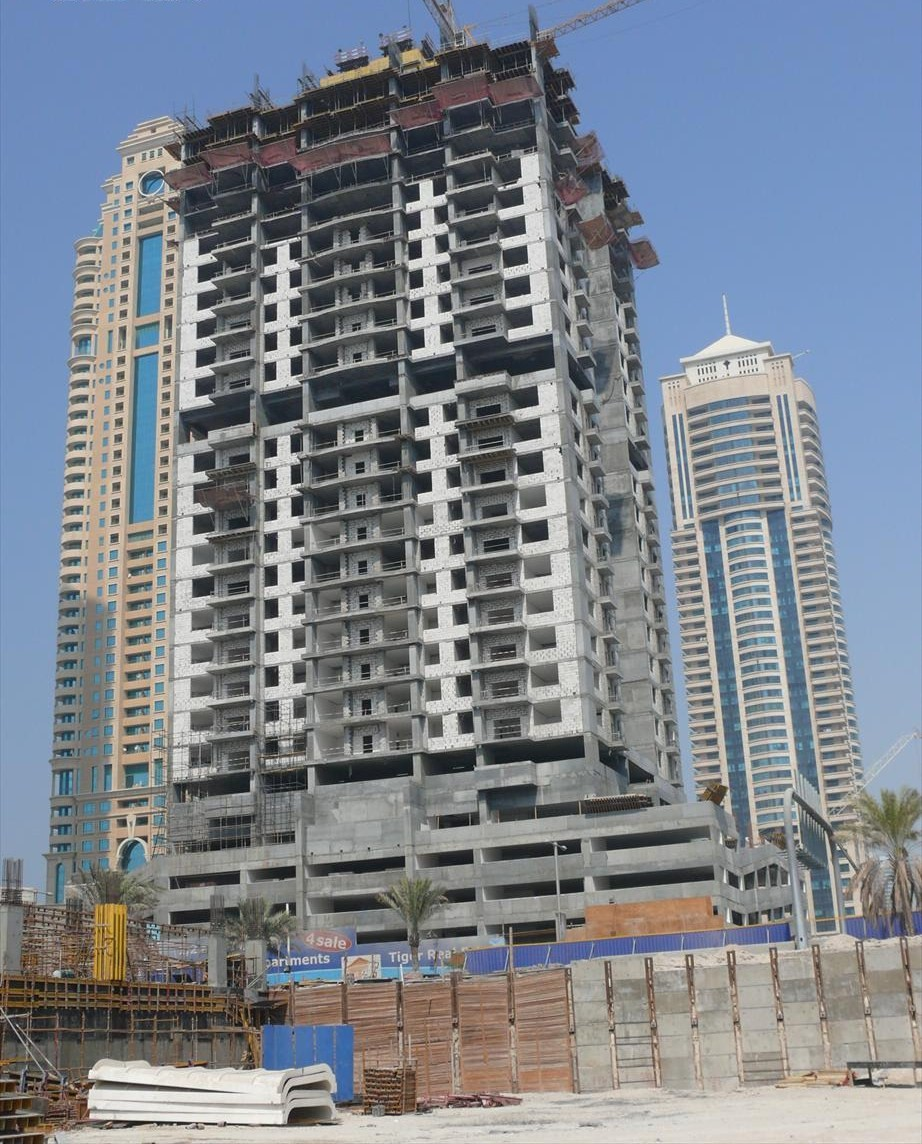
octubre de 2007
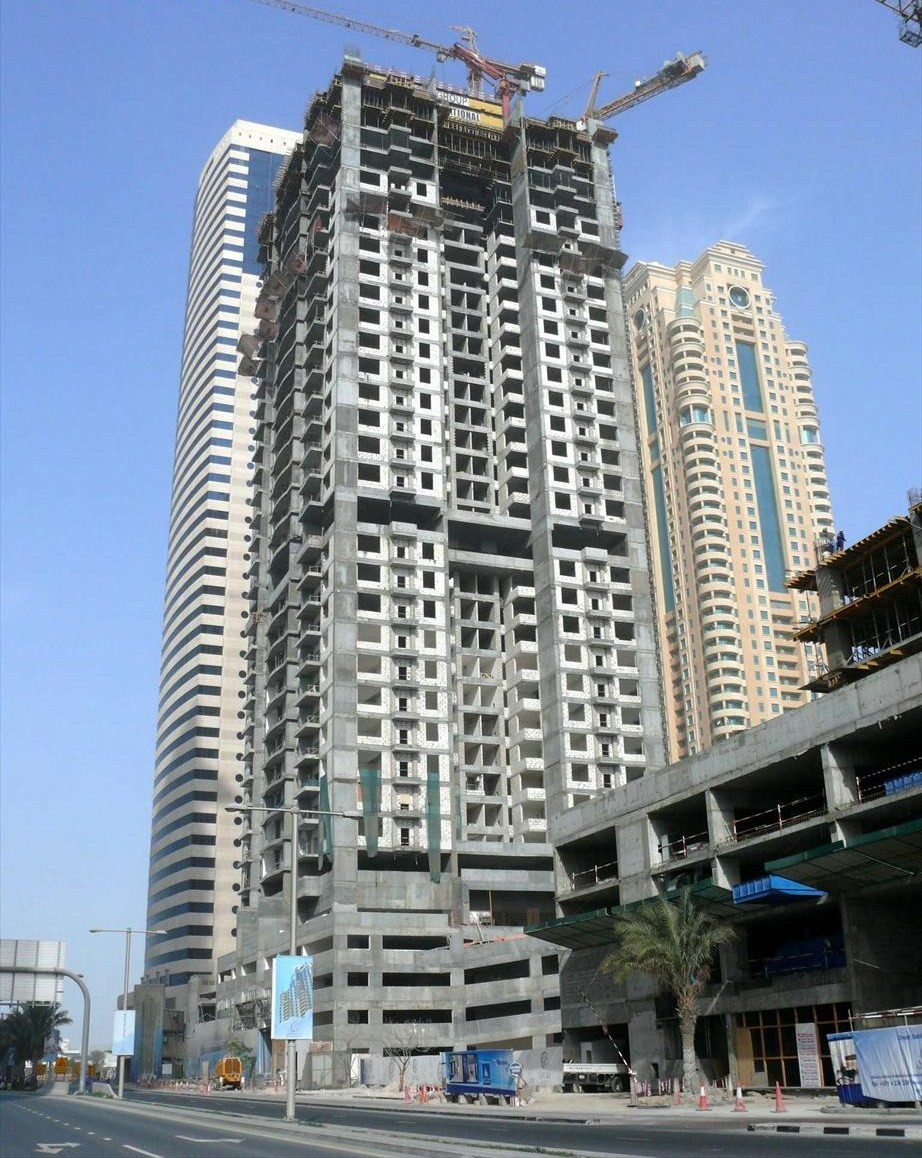
enero de 2008
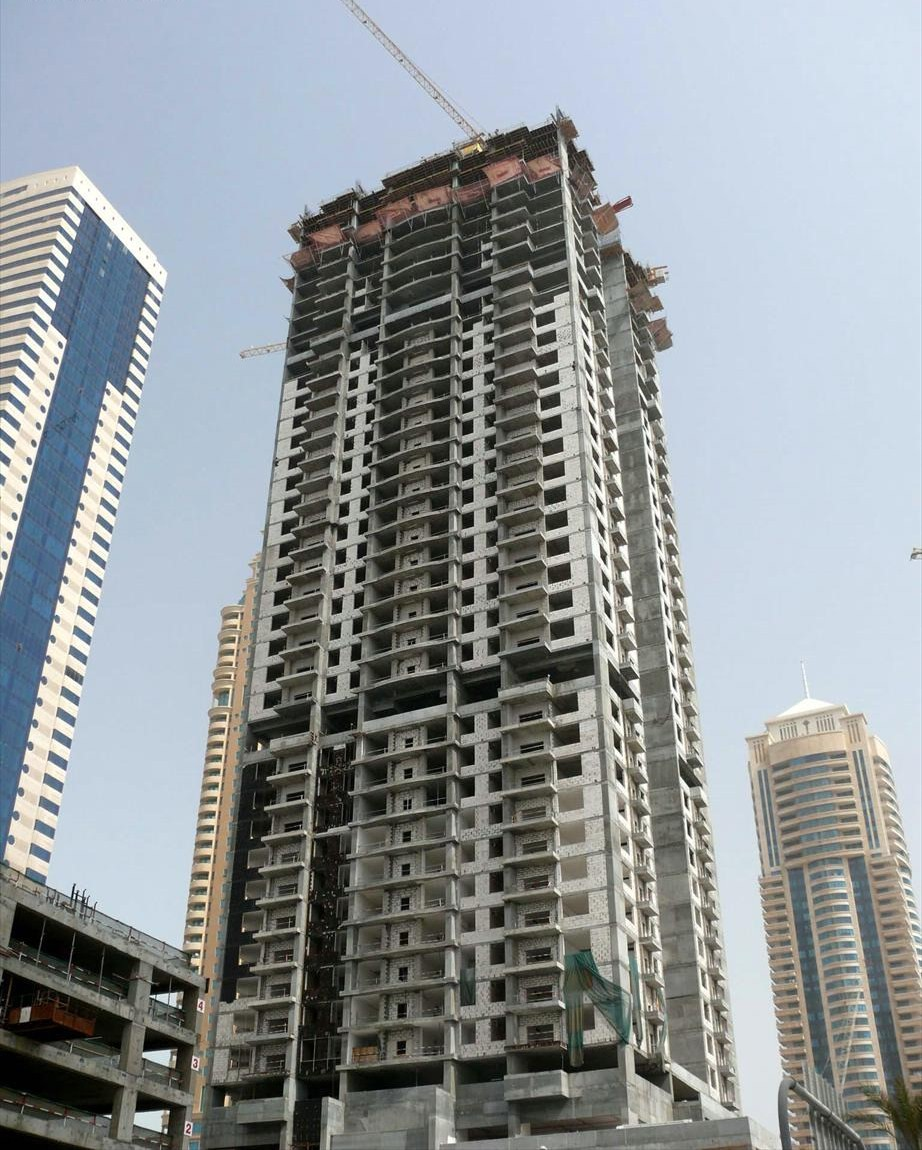
marzo de 2008